# 발랜도 발랜도
《발랜도 발랜도》(Le bal, Ballando ballando)는 알제리에서 제작된 에토레 스콜라 감독의 1983년 뮤지컬 영화이다. 마크 버만 등이 출연하였다.

## 출연
- 마크 버만